# Tashkent Challenger
Il Tashkent Challenger è un torneo professionistico di tennis maschile giocato sul cemento indoor, che fa parte dell'ATP Challenger Tour. Si è giocato a Tashkent in Uzbekistan.

## Albo d'oro

### Singolare
| Anno       | Campione               | Finalista           | Score            |
| ---------- | ---------------------- | ------------------- | ---------------- |
| 2018       | Félix Auger-Aliassime  | Kamil Majchrzak     | 6–3, 6–2         |
| 2017       | Guillermo García López | Kamil Majchrzak     | 6–1, 7–6(1)      |
| 2016       | Konstantin Kravčuk     | Denis Istomin       | 7–5, 6–4         |
| 2015       | Denis Istomin (2)      | Lukáš Lacko         | 6–3, 6–4         |
| 2014       | Lukáš Lacko            | Serhij Stachovs'kyj | 6–2, 6–3         |
| 2013       | Dudi Sela              | Tejmuraz Gabašvili  | 6–1, 6–2         |
| 2012       | Uladzimir Ignatik      | Lukáš Lacko         | 6–3, 7–6(3)      |
| 2011       | Denis Istomin (1)      | Jürgen Zopp         | 6–4, 6–3         |
| 2010       | Karol Beck             | Gilles Müller       | 6(4)–7, 6–4, 7–5 |
| 2009       | Marcos Baghdatis       | Denis Istomin       | 6–3, 1–6, 6–3    |
| 2008       | Lu Yen-hsun            | Mathieu Montcourt   | 6–3, 6–2         |
| 2007- 1997 | Non disputato          | Non disputato       | Non disputato    |
| 1996       | Félix Mantilla         | Lars Rehmann        | 6–2, 6–2         |
| 1995       | Karim Alami            | Jordi Arrese        | 6–4, 6–0         |
| 1994       | Chuck Adams            | Filip Dewulf        | 6–4, 4–6, 7–6    |

### Doppio
| Anno       | Campione                                  | Finalista                          | Score                  |
| ---------- | ----------------------------------------- | ---------------------------------- | ---------------------- |
| 2018       | Sanjar Fayziev Jurabek Karimov            | Federico Gaio Enrique López Pérez  | 6–2, 6(3)–7, [11–9]    |
| 2017       | Hans Podlipnik-Castillo Andrėj Vasileŭski | Yuki Bhambri Divij Sharan          | 6–4, 6–2               |
| 2016       | Michail Elgin (3) Denis Istomin (2)       | Andre Begemann Leander Paes        | 6–4, 6–2               |
| 2015       | Sergey Betov Michail Elgin (2)            | Andre Begemann Artem Sitak         | 6–4, 6–4               |
| 2014       | Lukáš Lacko Ante Pavić                    | Frank Moser Alexander Satschko     | 6–3, 3–6, [13–11]      |
| 2013       | Michail Elgin (1) Tejmuraz Gabašvili      | Purav Raja Divij Sharan            | 6–4, 6–4               |
| 2012       | Andre Begemann Martin Emmrich             | Rameez Junaid Frank Moser          | 6(2)–7, 7–6(2), [10–8] |
| 2011       | Harri Heliövaara Denys Molčanov           | John Paul Fruttero Raven Klaasen   | 7–6(5), 7–6(3)         |
| 2010       | Ross Hutchins Jamie Murray                | Karol Beck Filip Polášek           | 2–6, 6–4, [10–8]       |
| 2009       | Murad Inoyatov Denis Istomin (1)          | Jiří Krkoška Lukáš Lacko           | 7–6(4), 6–4            |
| 2008       | Flavio Cipolla Pavel Šnobel               | Michail Elgin Aleksandr Kudrjavcev | 6–3, 6–4               |
| 2007- 1997 | Non disputato                             | Non disputato                      | Non disputato          |
| 1996       | Marcelo Charpentier Albert Portas         | Andrej Čerkasov Laurence Tieleman  | 6–1, 6–2               |
| 1995       | Brian Dunn Attila Sávolt                  | Noam Behr Eyal Ran                 | 6–3, 6–2               |
| 1994       | Karim Alami Sándor Noszály                | Daniel Fiala Jan Kodeš             | 6–7, 6–4, 7–6          |